# 340P/Boattini
340P/Boattini, désignée provisatoirement P/2008 T1 (Boattini) et P/2016 N2 et officieusement Boattini 2, est une comète périodique du Système solaire, découverte en octobre 2008 par Andrea Boattini.